# Les Joyaux de la Princesse
Les Joyaux de la Princesse (skraćeno: LJDLP) bio je francuski dark ambient i martial industrial sastav čiji je jedini član bio glazbenik i doktor Erik Konofal. Osnovan je 1986. u Parizu.
Glazbena izdanja skupine često su objavljivane u ograničenoj nakladi, a box setovi raskošno su dizajnirani, zbog čega su postali traženi i skupi kolekcionarski predmeti. Među temama kojima se LJDLP bavio su Svjetska izložba u Parizu 1937., pokreta Bijela ruža, apsint i Philippe Henriot.  
Konofal je surađivao s Regard Extrêmeom, Death in Juneom, Muslimgauzeom i Blood Axisom.

## Diskografija

### Službene objave
- 1989.: Aux petits enfants de France
- 1989.: Östenbraün (s Death in Juneom)
- 1992.: Aux petits enfants de France
- 1994.: Die Kapitulation: L'Allemagne année zéro
- 1995.: Östenbraün (s Death in Juneom)
- 1996.: Wolf rune (s Freya Aswynom)
- 1997.: Die weiße rose (s Regard Extrêmeom, u čast Bijeloj ruži)
- 1997.: Split (s Muslimgauzeom)
- 1997.: Douce France
- 1998.: Exposition Internationale Paris 1937
- 1998.: Exposition Internationale Des Arts Et Techniques Paris 1937
- 1998.: Weihnachtstraum für Kamaraden
- 2000.: Il Disait La Vérité... Ils L'Ont Tué
- 2000.: Croix de bois - Croix de feu (studijske i koncertne snimke)
- 2000.: Croix de bois - Croix de feu (samo koncertne snimke)
- 2002.: Absinthe.: la folie verte (s Blood Axisom)
- 2004.: Absinthe Taetra (s Blood Axisom)
- 2004.: In Memoriam Philippe Henriot 1889-1944
- 2006.: La Voix Des Nôtres Présente Chantez jeunesse
- 2006.: In Memoriam: une voix française
- 2006.: 1940-1944
- 2006.: 1940-1944: Édition posthume à la mémoire de Philippe Henriot
- 2007.: Aux Volontaires Croix de Sang
- 2008.: In Memoriam Philippe Henriot 1889-1944

### Gostovanja
- 2000.: Bienvenue
- 2001.: 29 Luglio
- 2001.: El Diablo

### Neslužbene objave
- 1997.: Östenbräun
- 1998.: Weihnachtstraum
- 2002.: Exposition Internationale Des Arts Et Des Techniques Appliqués La Vie Moderne Paris 1937
- 2003.: Aux Morts De La Guerre!
- 2004.: Die Weiße Rose Live
- 2004.: Live In Marbach, Goldener Anker
- 2004.: Paris 1937 Exposition Internationale
- 2004.: Weihnachtstraum
- 2007.: Exposition Internationale Des Arts Et Techniques Paris 1937
- 2007.: Weihnachtstraum
- 2008.: Il Disait La Verité... Ils L'Ont Tué
- 2008.: Aux Petits Enfants De France
- 2008.: Douce France
- 2008.: Wolf Rune
- 2009.: Bei Einbrechender Nacht
- 2009.: La Lumière Bleue / Das Blaue Licht
- 2009.: L'Allemagne Année Zero
- 2010.: Paris 1937
- 2010.: Fonderie d'Acier
- 2011.: Manifeste Pour L'Êternité
- 2012.: Muslimgauze
- 2012.: A Toutes les Victimes des Bombardements

### Kompilacije
- 1993.: Zyklon B
- 1993.: Autoplasie II
- 1994.: G.A.S.K.R.I.E.G.
- 1995.: L'Ordre Et Le Chaos
- 1996.: Mysteria Mithrae
- 1996.: Deadly Actions III
- 2000.: Ten Years Of Madness (Behind The Iron Curtain)
- 2000.: Thaglasz 6
- 2001.: L'Ame Electrique presente Tesco Organization
- 2002.: Elegy - Numéro 20
- 2004.: Tyr II

## Vanjske poveznice
- Les Joyaux de la Princesse
- Profil, Facebook
- Profil, Myspace
- Profil, Discogs
- Grupa za raspravljanje, Yahoo!